# Gipshügel bei Külsheim und Wüstphül
Gipshügel bei Külsheim und Wüstphül este o arie protejată (arie specială de conservare — SAC, sit de importanță comunitară — SCI) din Germania întinsă pe o suprafață de 58,44 ha, integral pe uscat.

## Localizare
Centrul sitului Gipshügel bei Külsheim und Wüstphül este situat la coordonatele 49°34′19″N 10°21′03″E / 49.5719°N 10.3508°E.

## Înființare
Situl Gipshügel bei Külsheim und Wüstphül a fost declarat sit de importanță comunitară în noiembrie 2004 pentru a proteja 1 specie de animale. Situl a fost protejat și ca arie specială de conservare în aprilie 2016.

## Biodiversitate
Situată în ecoregiunea continentală, aria protejată conține 4 habitate naturale: Pajiști uscate seminaturale și facies de acoperire cu tufișuri pe substraturi calcaroase (Festuco-Brometalia) (* situri importante pentru orhidee), Pajiști stepice subpanonice, Fânețe de joasă altitudine (Alopecurus pratensis, Sanguisorba officinalis), Peșteri inaccesibile publicului.
La baza desemnării sitului se află o specie protejată de  mamifere: liliac comun (Myotis myotis).